# Rundfunkjahr 2009

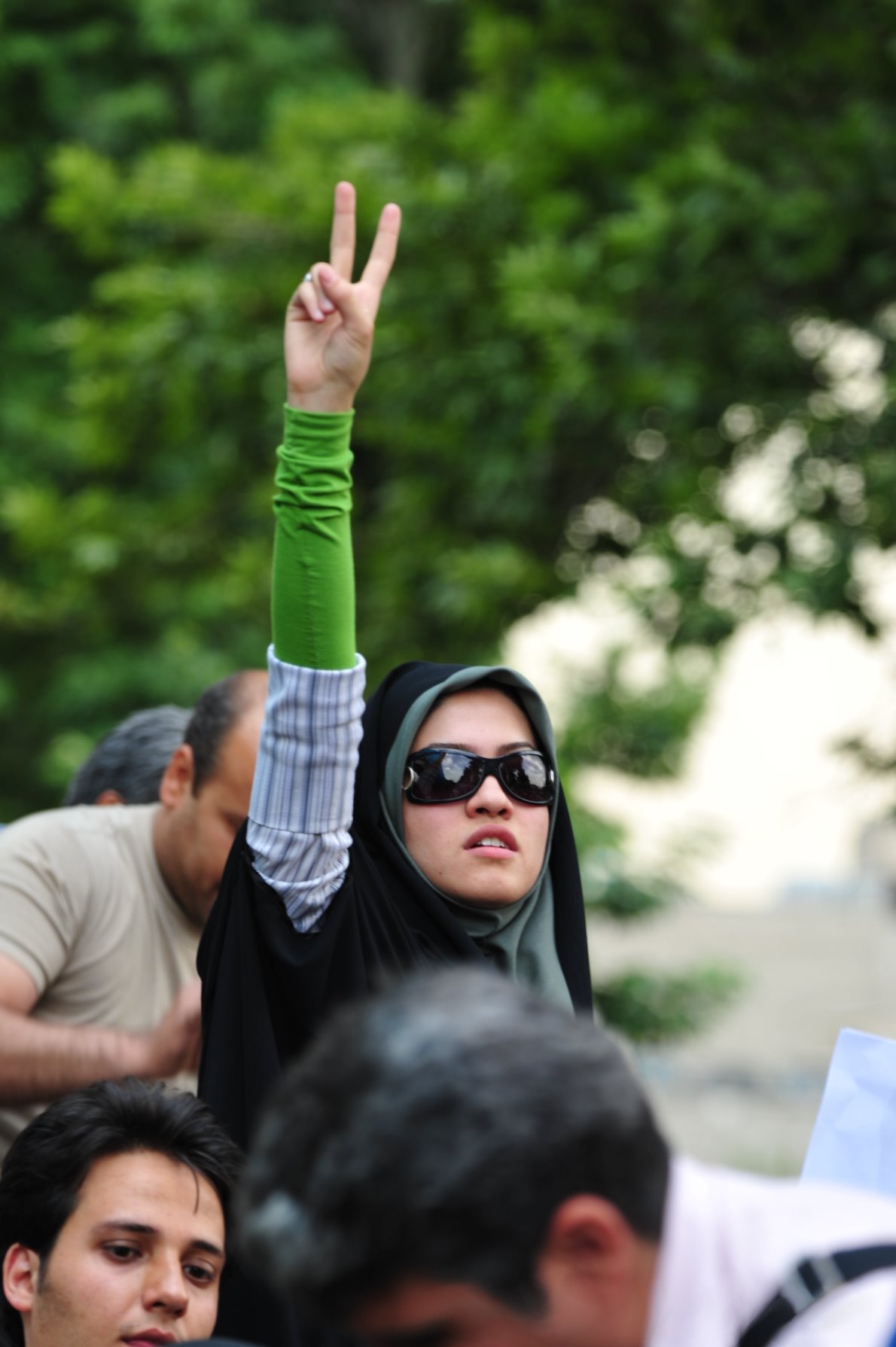
2009: Nach den iranischen Präsidentschaftswahlen kommt es im Iran zu anhaltenden Massenprotesten

Liste der Rundfunkjahre

◄◄ | ◄ | 2005 | 2006 | 2007 | 2008 | Rundfunkjahr 2009 | 2010 | 2011 | 2012 | 2013 | ► | ►►

Weitere Ereignisse

## Allgemein
- 31. Januar – Die amerikanisch-iranische BBC-Journalistin Roxana Saberi wird im Iran wegen unerlaubten Alkoholkaufes verhaftet. Später wird sie wegen Spionage zu acht Jahren Haft verurteilt. Auf internationalen diplomatischen Druck hin wird ihre Haftstrafe am 11. Mai auf Bewährung ausgesetzt und Saberi darf aus dem Iran ausreisen.
- 16. März – In St. Pölten, Österreich beginnt der Prozess gegen Josef Fritzl. Die Verhandlung ist von großem internationalen Medieninteresse begleitet.
- 20. März – Anlässlich des iranischen Neujahrsfestes wendet sich US-Präsident Barack Obama per Internet mit einem Gesprächsangebot an die Bevölkerung des Iran. Die Rede, die weder von den staatlichen Fernseh- und Rundfunkstationen noch von den im Iran erscheinenden Zeitungen verbreitet wird, gelangt größtenteils über persischsprachige Rundfunkanstalten, die außerhalb des Irans senden, an ihr Ziel.[1]
- 20. März – ORF-Generaldirektor Alexander Wrabetz legt ein umfassendes Strategiepapier über die Zukunft des öffentlich-rechtlichen Rundfunks in Österreich vor.[2]
- 25. April – Bei der 20. Verleihung des österreichischen Fernsehpreises Romy werden Monica Bleibtreu, Wolfgang Böck und Robert Palfrader geehrt.[3]
- 3. Mai – Mehrere polnische Filmschaffende, unter ihnen Agnieszka Holland und Andrzej Wajda, rufen am polnischen Nationalfeiertag wegen des rechtsextremen Intendanten Piotr Farfał zum Boykott gegen den öffentlich-rechtlichen Rundfunksender Telewizja Polska (TVP) auf.
- 12. Juni – Nach den iranischen Präsidentschaftswahlen wird der Vorwurf des Wahlbetrugs laut, worauf es im ganzen Iran zu wochenlangen, teils gewalttätig verlaufenden Protesten und Massendemonstrationen kommt. Da das iranische Regime die Arbeit traditionellen Medien behindert und ausländische Korrespondenten ausweist, werden das Internet, Handykameras und Blogs zu wichtigen Informationsquellen über die Geschehnisse inner- und außerhalb des Landes.
- Juli – Davut Dursun löst Aykut Zahid Akman als Vorsitzenden der Regulierungsbehörde für den privaten Rundfunk in der Türkei (RTÜK) ab.
- 17. Juli – Das Internetversandhaus amazon.com löscht einige (bereits heruntergeladene und bezahlte) E-Books, darunter unter anderen Farm der Tiere und Nineteen Eighty-Four von George Orwell von den Amazon Kindle-Lesegeräten seiner Kunden. Diese Maßnahme wird vom Unternehmen mit ungeklärten DRMs der betroffenen Dateien erklärt und in der Öffentlichkeit scharf kritisiert.[4]
- 20. August – Sprengung des 327 Meter hohen Sendemasten Gartow 1. Über diesen Sendemast konnten bereits vor 1990 viele DDR-Bürger das Programm des ZDF und das 3. Programm des Norddeutschen Rundfunks empfangen.
- 1. Oktober – Das Bundessozialgericht Kassel entscheidet in einem aufsehenerregenden Spruch, dass Dieter Bohlen arbeitsrechtlich als „Künstler“ zu behandeln ist; wozu unter anderem auch freie Journalisten und ähnliche Tätigkeiten zählen. Bohlens Arbeitgeber RTL muss somit für die Tätigkeit Bohlens als Juror bei Deutschland sucht den Superstar ab 2002 mehr als 170.000 Euro in die Künstlersozialversicherung nachzahlen.[5]

## Hörfunk
- 1. Januar – Offizieller Start des Webradios Ö1 Campus, das den bisherigen Mittelwellensender der ORF, Radio 1476 ersetzen soll.[6]
- 1. Januar – Der RBB übernimmt in Berlin die Ausstrahlung des WDR-Hörfunkprogramms „Funkhaus Europa“ auf den Frequenzen des eingestellten Radio Multikulti. Ehemalige RBB-Mitarbeiter gründen als Alternative den Internetsender Radio multicult2.0.
- 1. Januar – Der französische Auslandssender Radio France Internationale gibt bekannt, rund 200 Stellen zu streichen und seinen deutschsprachigen Dienst einstellen zu wollen.[7]
- 1. Februar – In Leipzig wird dem österreichischen Hörspielautor Eberhard Petschinka der Günter-Eich-Preis überreicht.[8]
- 12. Februar – Ein großer Teil der zwischen 1967 und 1989 gesendeten ORF-Mittags-, Morgen- und Abendjournale ist über die Website der Österreichischen Mediathek online abrufbar.[9]
- 2. März – Hary Raithofer ist nach fünfjähriger Abwesenheit als Radiomoderator wieder in der Morningshow des österreichischen Privatsenders 88,6 zu hören.
- 12. März – Dem deutschen Theaterautor Paul Plamper wird für sein Hörspiel Ruhe1 der Hörspielpreis der Kriegsblinden zuerkannt.[10]
- 28. Mai – Der WDR stellt im Zuge des 12. Rundfunkstaatsvertrages die beiden Sender WDR 2 Klassik und 1 Live Kunst ein.
- 29. Mai – Der WDR-Webchannel für Kinder KIRAKA übernimmt die Verbreitungswege von WDR 2 Klassik.
- 28. Juni – Auf Ö1 wird die letzte Ausgabe der Kabarettsendung Der Guglhupf ausgestrahlt.
- 6. August – Der österreichische Jugendsender FM4 beginnt mit der Ausstrahlung der zehnteiligen Hörspielreihe Unteraltschach. Thema ist eine Gruppe von Jugendlichen am Land, die in ihrem Dorf ein Musikfestival organisieren wollen.[11]
- 1. Oktober – Der Bayerische Rundfunk fasst seine Klassik-Angebote unter der neu geschaffenen Dachmarke BR-Klassik zusammen.
- 1. November – Auf dem Sendeplatz der im Sommer eingestellten Kabarettsendung Der Guglhupf (Sonntagvormittag) sendet Ö1 die erste Ausgabe des von Martin Puntigam, Maria Hofstätter, Thomas Maurer, Robert Palfrader und Hosea Ratschiller gestalteten Satiremagazins Welt Ahoi![12] Bereits die erste Sendung löst heftige Reaktionen unter den Hörern von Ö1 aus.[13]

## Fernsehen

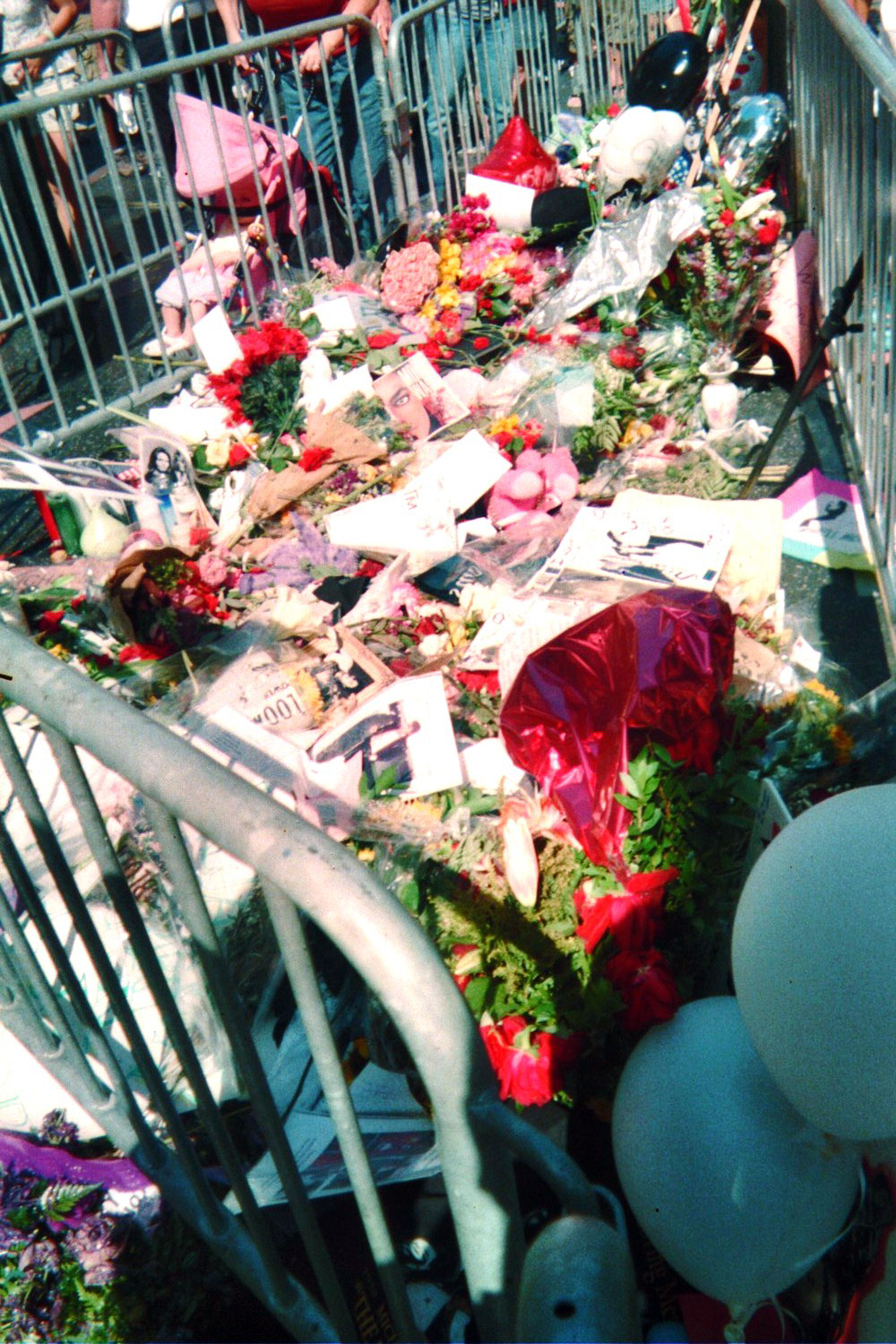
Die Trauerfeierlichkeiten nach dem Tod Michael Jacksons werden zum globalen Medienereignis

- 1. Januar – Der öffentlich-rechtliche türkische Sender TRT beginnt mit der Ausstrahlung seines kurdischen Fernsehprogramms TRT 6.[14]
- 3. Januar – Die BBC gibt bekannt, dass Matt Smith ab 2010 als elfter Darsteller die Rolle des Doctor in der Fernsehserie Doctor Who verkörpern wird.[15]
- 8. Januar – Der österreichische Fernsehsender Puls 4 beginnt mit der Ausstrahlung der ersten Staffel von Austria’s Next Topmodel.[16]
- 9. Januar – RTL beginnt mit der Ausstrahlung der vierten Staffel von Ich bin ein Star – Holt mich hier raus!
- 10. Januar – RTL feiert mit einer Gala seinen 25. Geburtstag als erster deutscher Privatsender.[17]
- 11. Januar – Bei der Vergabe der 66. Golden Globe Awards in Los Angeles werden die Fernsehserien Mad Men und 30 Rock ausgezeichnet.
- 12. Januar – Die siebte Staffel der Fernsehserie 24 startet gleichzeitig in den USA (FOX) und auf dem deutschen Pay-TV-Kanal Premiere.[18]
- 24. Januar – Für Aufsehen und Empörung sorgt eine Wette in der ZDF-Samstagabendshow Wetten, dass..? bei der Kandidaten Tierkot am Geruch zuordnen müssen.[19]
- 3. Februar – Die 69. und letzte Folge der von ORF und Sat.1 produzierten Krimireihe Der Bulle von Tölz wird ausgestrahlt. Titel der Episode: „Abenteuer Mallorca“.
- 7. Februar – Anlässlich des 30. Jahrestages der Islamischen Revolution im Iran zeigt BBC Two die dreiteilige Dokumentarserie Iran and the West.
- 17. Februar – Der österreichische Privatsender ATV strahlt die erste Folge der Doku-Reihe ATV Dokument aus. Die Ausgabe mit dem Titel „Jörg Haider – Politiker, Populist, Popstar“ zog bis zu 340.000 Zuseher an, womit der Sender seinen Marktanteil erheblich steigern konnte.[20]
- 1. März – Auf den Sendern ORF 1 und Sat.1 beginnt die deutschsprachige Erstausstrahlung der US-amerikanischen Polizeiserie The Mentalist.
- 19. März – US-Präsident Barack Obama ist zu Gast in der Tonight Show with Jay Leno. Damit ist er der erste amtierende US-Staatschef, der eine Late-Night-Show besucht.
- 22. März – Bundeskanzlerin Angela Merkel hat einen Auftritt in der ARD-Sendung Anne Will.
- 25. März – In einer Club-2-Livediskussion über die Zukunft des öffentlich-rechtlichen Rundfunks im Allgemeinen und jener des ORF im Speziellen attestiert der ehemalige ORF-Generalintendant Gerd Bacher seinem ebenfalls anwesenden Nachfolger Alexander Wrabetz vor laufenden Kameras Unfähigkeit zur Führung des Unternehmens.[21]
- 31. März – Der Computerspielesender GIGA stellt den Sendebetrieb ein.
- 2. April: Nach 15 Jahren und 331 Episoden endet in den USA die Krankenhausserie Emergency Room – Die Notaufnahme, eine der erfolgreichsten Fernsehserien aller Zeiten.
- 16. April – Im Ersten ist die letzte Ausgabe von Schmidt & Pocher zu sehen.[22]
- 16. Mai – Discovery Geschichte stellt seinen eigenständigen Sendebetrieb ein und wird als Programmblock bei DMAX gezeigt. Bei Premiere wird der Sender durch den National Geographic Channel ersetzt.
- 4. Juni – RTL Television beginnt mit der Ausstrahlung der schon im Vorfeld umstrittenen Doku-Soap Erwachsen auf Probe.
- 4. Juli – Der Bezahlsender Premiere Deutschland ändert seinen Namen in Sky Deutschland.
- 7. Juli – Die Trauerfeierlichkeiten für Michael Jackson werden weltweit im Fernsehen live aus Los Angeles übertragen.
- 15. Juli – Der ORF gibt bekannt, den Spartenkanal ORF Sport Plus aus Kostengründen einzustellen.
- 22. August – Der österreichische Unternehmer Dietrich Mateschitz kündigt an, den im Eigentum der Red Bull GmbH stehenden Fernsehsender Salzburg TV unter dem Namen Servus TV als Spartenkanal neu zu positionieren.[23]
- 2. September – Dominic Heinzl, Präsentator der Gesellschaftssendung Hi Society auf ATV gibt seinen Wechsel zurück zum ORF per Januar 2010 bekannt.[24]
- 17. September – Nach dem Ende der Zusammenarbeit mit Oliver Pocher beginnt die Late-Night-Show Harald Schmidt im Ersten zum zweiten Mal mit einem völlig neu überarbeiteten Konzept.
- 24. September – bei Aufbauarbeiten zur ZDF-Sendung Willkommen bei Carmen Nebel in Duisburg stürzt ein Techniker aus neun Metern Höhe und verstirbt am darauf folgenden Tag an seinen Verletzungen.[25]
- 1. Oktober – Das bisherige Salzburg TV startet neu als Servus TV.
- 9. Oktober – Michelle Hunziker moderiert zum ersten Mal gemeinsam mit Thomas Gottschalk eine Ausgabe der ZDF-Sendung Wetten, dass..?. Die Maßnahme soll ein Auftakt zu gröberen Veränderungen im Konzept der Show sein[26] und geschieht vor dem Hintergrund von seit etwa 2006 sinkenden Einschaltquoten.[27]
- 1. November – Im ZDF und auf ORF 2 ist der erste Teil der Neuverfilmung des Romans Der Seewolf von Jack London zu sehen. Die Rolle des „Wolf Larsen“ wird von Sebastian Koch, jene des „Humphrey van Weyden“ von Tim Roth verkörpert. In der Rolle der „Maude Brewster“ ist Neve Campbell zu sehen.
- 1. November – Start von ZDFneo, der den bisherigen ZDFdokukanal ersetzt. Er wendet sich vor allem an berufstätige Menschen ab 30 und soll in Konkurrenz mit dem Hauptabendprogramm privater Sender wie ProSieben gehen.
- 3. November – ProSieben beginnt mit der Ausstrahlung der vierten Staffel der Comedy-Serie Stromberg in fünf Doppelfolgen.
- 4. November – Free-TV-Premiere der US-amerikanischen Sitcom 30 Rock auf ZDFneo. Im Mittelpunkt steht die Drehbuchautorin Liz Lemon, die mit ihrem Team für eine Live-Fernsehshow verantwortlich ist. Sie wird dargestellt von Tina Fey, von der auch das Konzept zur Serie stammt. In einer weiteren Rolle ist Alec Baldwin als Lemons Vorgesetzter Jack Donaghy zu sehen.
- 10. November – Anlässlich des 40. Jahrestages der US-amerikanischen Erstausstrahlung der Kinderserie Sesamstraße besucht First Lady Michelle Obama die Sendung und zeigt Kindern, wie man sein eigenes Gemüse anpflanzen kann.
- 25. November – Auf Puls 4 beginnt die zweite Staffel der Castingshow Austria’s Next Topmodel.

## Gestorben

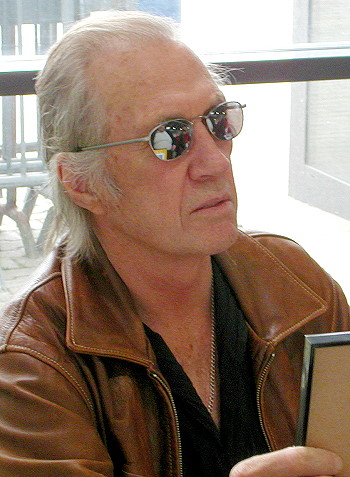
2009: David Carradine stirbt während Dreharbeiten in Thailand

- 8. Januar – Don Galloway, US-amerikanischer Schauspieler und Seriendarsteller (General Hospital; Der Chef) stirbt in Reno, Nevada 71-jährig.
- 11. Januar – Der deutsche Journalist und Kritiker Konrad Heidkamp, Mitglied der Hörbuch-Jury des Hessischen Rundfunks, stirbt 61-jährig in Hamburg.
- 22. Januar – Manfred Steffen, deutscher Schauspieler, zahlreiche Hörspielrollen, Nachrichtensprecher bei Radio Hamburg, stirbt 92-jährig in Hamburg.
- 29. Januar – Karl Gass, deutscher Filmregisseur und Lehrender an der Hochschule für Film und Fernsehen Potsdam stirbt kurz vor seinem 92. Geburtstag.
- 7. Februar – Robert Stromberger, deutscher Drehbuchautor (Diese Drombuschs) stirbt 78-jährig in Darmstadt.
- 10. Februar – Ida Weiss, österreichische Hörfunkmoderatorin stirbt 83-jährig in Klagenfurt am Wörthersee.
- 11. Februar – Albert Barillé, französischer Drehbuchautor und Trickfilmproduzent (Es war einmal …), stirbt 88-jährig im Pariser Vorort Neuilly-sur-Seine.
- 13. Februar – Guido Neumann, deutscher Jurist und Fernsehrichter (Streit um drei) stirbt 76-jährig in Winsen.
- 18. Februar – Friedhelm Mönter, deutscher Hörfunkmoderator (NDR 90,3) stirbt 62-jährig in Hamburg.
- 26. Februar – Ruth Drexel, deutsche Volksschauspielerin stirbt 78-jährig in Feldkirchen bei München. Drexel wurde erst spät in ihrer Karriere in der Rolle der Resi Berghammer an der Seite von Ottfried Fischer in der Krimireihe Der Bulle von Tölz zum Fernsehliebling.
- 28. Februar – Paul Harvey, US-amerikanischer Hörfunkmoderator, stirbt 90-jährig in Phoenix, Arizona.
- 15. März – Ron Silver, US-amerikanischer Schauspieler – dem Fernsehpublikum bekannt durch seine Rolle als Bruno Gianelli in der NBC-Serie The West Wing (1999–2006), stirbt 62-jährig in New York City.
- 22. März – Jade Goody, britische Reality-TV-Darstellerin stirbt 27-jährig in Essex.
- 24. März – Der Autor und Hörspielregisseur Heinz von Cramer stirbt 84-jährig in seiner Wahlheimat Italien.
- 13. April – Fritz Bauchwitz, österreichisch-amerikanischer Hörfunkjournalist und -moderator stirbt im Alter von 84 Jahren bei einem Verwandtenbesuch in Argentinien.
- 15. April – Clement Freud, britischer Journalist und Politiker, stirbt 84-jährig.
- 16. April – Der deutsche Fernsehjournalist Rainer Hirsch, stirbt 60-jährig nach langer Krankheit.
- 25. April – Beatrice Arthur, US-amerikanische Schauspielerin und Sängerin stirbt wenige Wochen vor ihrem 87. Geburtstag in Los Angeles. Arthur wurde einem weltweiten Fernsehpublikum in der Rolle der Dorothy Zbornak in der 1985–1992 produzierten Sitcom Golden Girls bekannt.
- 3. Mai – Fritz Muliar, österreichischer Volksschauspieler stirbt 89-jährig in Wien. Dem Fernsehpublikum wurde Muliar in zahlreichen Rollen, zunächst aber als Darsteller des Josef Schwejk in dem 13-teiligen Fernsehfilm Der brave Soldat Schwejk (1972) und später als Max Koch in Kommissar Rex (1994–1998) bekannt.
- 13. Mai – Monica Bleibtreu, österreichische Schauspielerin stirbt 65-jährig in Hamburg. Bleibtreu war in zahlreichen Fernsehproduktionen, darunter in der Rolle der Katia Mann in Die Manns – Ein Jahrhundertroman (2001) zu sehen.
- 23. Mai – Barbara Rudnik, deutsche Schauspielerin stirbt 50-jährig in Münsing.
- 3. Juni – David Carradine, US-amerikanischer Schauspieler stirbt 72-jährig in Bangkok, Thailand. Carradine wurde in den 1970er Jahren einem weltweiten Fernsehpublikum in der Rolle des durch den Westen der USA streifenden Shaolin-Mönches Kwai Chang Caine in der Fernsehserie Kung Fu (1972–1975) vertraut.
- 25. Juni – Farrah Fawcett, US-amerikanische Schauspielerin (Jill Munroe in Drei Engel für Charlie, 1976–1980) stirbt 62-jährig in Santa Monica.
- 1. Juli – Karl Malden, US-amerikanischer Schauspieler (Die Straßen von San Francisco) stirbt 97-jährig in Los Angeles.
- 10. Juli – Manfred Jochum, österreichischer Hörfunkintendant und Wissenschaftsjournalist stirbt 67-jährig in Wien.
- 17. Juli – Walter Cronkite, US-amerikanischer Nachrichtensprecher, stirbt 92-jährig in New York.
- 31. Juli – Ilona Christen, deutsche Fernsehmoderatorin (ZDF-Fernsehgarten) und Talkshow-Gastgeberin stirbt 58-jährig in der Schweiz.
- 8. August – Rolf Bohnsack, deutscher Schauspieler, stirbt 72-jährig in Hamburg. Er war vor allem durch die zahlreichen Fernsehübertragungen aus dem Hamburger Ohnsorg-Theater bekannt.
- 19. August – Donald Hewitt, US-amerikanischer Fernsehjournalist (60 Minutes) stirbt 86-jährig im Bundesstaat New York.
- 8. September – Mike Bongiorno, amerikanisch-italienischer Quizmoderator stirbt 85-jährig in Monaco.
- 13. September – Paul Burke, US-amerikanischer Schauspieler, stirbt 83-jährig in Palm Springs, Kalifornien.
- 14. September – Patrick Swayze, US-amerikanischer Schauspieler (Fackeln im Sturm, Fernsehserie 1985) stirbt 57-jährig in Los Angeles.
- 15. September – Heinz Burghart, Chefredakteur des Bayerischen Fernsehens, stirbt 83-jährig in München.
- 19. September – Eduard Zimmermann, deutscher Fernsehmoderator (Aktenzeichen XY … ungelöst, 1967–1997) stirbt 80-jährig in München.
- 27. November – Erich Böhme, deutscher Journalist und Fernsehmoderator, (Talk im Turm, 1990–1997) stirbt 79-jährig in Bad Saarow.
- 16. Dezember – Roy E. Disney, US-amerikanischer Medienunternehmer stirbt wenige Wochen vor seinem 80. Geburtstag in Newport Beach, Kalifornien.